# Synagoga Chaskiela Walmana w Łodzi
Synagoga Chaskiela Walmana w Łodzi – prywatny dom modlitwy znajdujący się w Łodzi przy ulicy Krótkiej 12.
Synagoga została zbudowana w 1909 roku z inicjatywy Chaskiela Walmana. Mogła ona pomieścić 30 osób. Podczas II wojny światowej hitlerowcy zdewastowali synagogę.